# اچ‌ام‌ان‌زداس واکاکورا (تی۰۰)
اچ‌ام‌ان‌زداس واکاکورا (تی۰۰) (به انگلیسی: HMNZS Wakakura (T00)) یک کشتی است. این کشتی در سال ۱۹۱۷ ساخته شد.